# Ксенчук Андрій Сергійович
Андрій Сергійович Ксенчук (18 червня 1980, с. Широкий, Сусуманський район, Магаданська область, РРФСР — 26 січня 2017, с. Широкине, Волноваський район, Донецька область, Україна) — український військовослужбовець, солдат Збройних сил України, учасник російсько-української війни.

## Життєпис
Народився 1980 року в смт Широкий Сусуманського району Магаданської області РРФСР, в родині робітників. 1996 року закінчив середню школу № 1 смт Широкий. У другій половині 1990-х років переїхав на постійне місце проживання до міста Покровськ (на той час Красноармійськ) Донецької області.
З 19 липня 1998 по 4 листопада 1999 проходив строкову військову службу в 300-му навчальному танковому полку 169-го навчального центру Сухопутних військ в смт Десна та у 110-му гвардійському механізованому полку 93-ї механізованої дивізії Збройних Сил України на посадах заступника командира бойової машини — навідника-оператора БМП-2 та старшого майстра-акумуляторника.
Після армії повернувся додому, з 14 лютого 2000 по 30 липня 2005 працював гірничим робітником з ремонту гірничих виробіток на шахті «Красноармійська-Західна № 1», з 18 грудня 2007 по 20 вересня 2008 — прохідником на шахті «Стаханова» ДП «Красноармійськвугілля», з 8 квітня 2013 року по 24 лютого 2014 року — прохідником 5-го розряду на шахті «Красноармійська-Західна № 1».
З 30 січня 2015 проходив військову службу в лавах Збройних Сил України за частковою мобілізацією. Служив на посаді телефоніста — лінійного наглядача у 93-ій окремій механізованій бригаді, потім — радіотелефоністом 53-ї окремої механізованої бригади. Демобілізувався 20 квітня 2016 року.
11 листопада 2016 вступив на військову службу за контрактом. Солдат, механік-водій 74-го окремого розвідувального батальйону, в/ч А1035, Черкаське, Дніпропетровська область.
Протягом 2015—2017 років брав участь в антитерористичній операції на Сході України.
Загинув 26 січня 2017 року в результаті обстрілу російськими терористами з мінометів калібру 120 мм поблизу села Широкине Волноваського району Донецької області.
29 січня з Андрієм попрощались в холі ДК ПАТ ШУ «Покровське». Похований на Алеї Героїв Центрального кладовища міста Покровська, Донецька область.
Залишились батьки, сестра, дружина Вікторія Михайлівна та син Олексій 2011 р.н.

## Нагороди та вшанування
- Указом Президента України № 104/2017 від 10 квітня 2017 року, «за особисту мужність, виявлену у захисті державного суверенітету та територіальної цілісності України, самовіддане виконання військового обов'язку», нагороджений орденом «За мужність» III ступеня (посмертно)[2].
- 2 жовтня на фасаді Покровській в ЗОШ № 4, де навчався Андрій, йому відкрито меморіальну дошку[3].
- Вшановується в меморіальному комплексі «Зала пам'яті», в щоденному ранковому церемоніалі 26 січня[4][5].